# 56e brigade d'infanterie (Empire allemand)
Pour les articles homonymes, voir 56e brigade.
La 56e brigade d'infanterie est une grande unité de l'armée prussienne.

## Histoire
La 56e brigade d'infanterie est créée à Rastatt le 1er juillet 1871 et fait partie jusqu'à fin novembre 1916 de la 28e division d'infanterie basée à Karlsruhe, affectée au 14e corps d'armée de Karlsruhe. Du 30 novembre 1916 au 4 avril 1917, elle fait partie de la 52e division de réserve puis appartient jusqu'à la fin de la guerre à la 52e division d'infanterie.

### Composition
- 1871

22e régiment d'infanterie, 111e régiment d'infanterie, 111e régiment de Landwehr
- 1872

Comme auparavant et 112e régiment de Landwehr
- 1873 à 1888[2]

Comme 1871
- 1888 à 1909

25e régiment d'infanterie (de), 111e régiment d'infanterie
- 1910 à 1914

40e régiment de fusiliers, 111e régiment d'infanterie
- Composition de guerre lors de la mobilisation en août 1914

Comme auparavant, et 1er escadron du 5e régiment de chasseurs à cheval
- Composition de guerre le 26 mai 1918

111e régiment d'infanterie, 169e régiment d'infanterie, 170e régiment d'infanterie, 138e détachement de tireurs d'élite de mitrailleuses, 4e escadron du 16e régiment d'uhlans

### Première Guerre mondiale
Avec la mobilisation d'août 1914, la brigade doit créer le bataillon de remplacement de la 56e brigade et est incorporée à la 28e division d'infanterie déployée exclusivement sur le front occidental. En 1915, la 56e brigade d'infanterie est subordonnée à la 52e division d'infanterie formée sur le front occidental

### Commandants de la brigade
| Nom                                  | Date                                 |
| ------------------------------------ | ------------------------------------ |
| Alfred von Degenfeld (de)            | 15 juillet 1871 au 1er novembre 1871 |
| Helmuth von Ziemietzky               | 2 novembre 1871 au 12 novembre 1873  |
| Theodor Gericke (de)                 | 13 novembre 1873 au 31 mai 1875      |
| Wilhelm von der Osten (de)           | 1er juin 1875 au 14 mars 1881        |
| Hermann von Melchior (de)            | 15 mars 1881 au 14 janvier 1887      |
| Karl von Tresckow (de)               | 15 janvier 1887 au 16 janvier 1888   |
| Maximilian von Lindeiner-Wildau      | 17 janvier 1888 au 23 mars 1890      |
| Maximilian von Buch (de)             | 24 mars 1890 au 24 mars 1893         |
| Georg von Heineccius (de)            | 25 mars 1893 au 4 juillet 1894       |
| Viktor von Wagenhoff (de)            | 5 juillet 1894 au 15 juin 1896       |
| Conrad von Hugo (de)                 | 16 juin 1896 au 14 juin 1899         |
| Ernst Eduard von Holbach             | 15 juin 1899 au 28 septembre 1901    |
| Karl Voelker                         | 29 septembre 1901 au 9 mars 1904     |
| Axel von Woedtke (de)                | 10 mars 1904 au 21 mars 1907         |
| Karl von Horn (de)                   | 22 mars 1907 au 23 mars 1909         |
| Theodor von Watter                   | 24 mars 1909 au 21 mars 1912         |
| Erich von Lochow                     | 22 mars 1912 au 17 avril 1913        |
| Erich Freyer (de)                    | 18 avril 1913 au 31 octobre 1914     |
| Paul Tiede (de)                      | 1er novembre 1914 au 8 janvier 1916  |
| Hans Paris                           | 9 janvier 1916 au 9 mai 1918         |
| Hermann von Doetinchem de Rande (de) | 10 mai 1918 au 7 octobre 1918        |
| Oberst Rogge                         | 8 octobre 1918 à la fin de la guerre |
| Oskar de Lorne de St. Ange           | 2 février 1919 (démobilisation)      |